# Atlético Aviación de Madrid 1945-1946
Questa voce raccoglie le informazioni riguardanti l'Atlético Aviación de Madrid, antico nome del Club Atlético de Madrid, nelle competizioni ufficiali della stagione 1945-1946.

## Stagione
Nella stagione 1945-1946 i colchoneros, allenati da Ricardo Zamora, terminano il campionato al settimo posto. In Coppa del Generalísimo l'Atlético Aviación fu invece eliminato ai quarti di finale dal Siviglia, campione di Spagna.

## Maglie e sponsor
| Manica sinistra · Manica sinistra · Maglietta · Maglietta · Manica destra · Manica destra · Pantaloncini · Calzettoni |

## Rosa
| N. |                      | Ruolo | Calciatore            |
| -- | -------------------- | ----- | --------------------- |
| -  | Spagna (bandiera)    | P     | Guillermo             |
| -  | Spagna (bandiera)    | P     | Antonio Pérez Balada  |
| -  | Spagna (bandiera)    | D     | José Luis Riera       |
| -  | Spagna (bandiera)    | D     | Juan José Mencía      |
| -  | Spagna (bandiera)    | D     | Ramón Gabilondo       |
| -  | Spagna (bandiera)    | D     | José Cobo Antoranz    |
| -  | Spagna (bandiera)    | D     | Manuel Santana Farias |
| -  | Spagna (bandiera)    | D     | Alfonso Aparicio      |
| -  | Spagna (bandiera)    | C     | Germán Gómez Gómez    |
| -  | Filippine (bandiera) | C     | Gregorio Amestoy      |

| N. |                   | Ruolo | Calciatore                 |
| -- | ----------------- | ----- | -------------------------- |
| -  | Spagna (bandiera) | C     | Julián Cuenca              |
| -  | Spagna (bandiera) | C     | Juan Vázquez Tenreiro      |
| -  | Spagna (bandiera) | C     | Óscar                      |
| -  | Spagna (bandiera) | C     | Pastor                     |
| -  | Spagna (bandiera) | A     | Adrián Escudero            |
| -  | Spagna (bandiera) | A     | Francisco Arencibia ()     |
| -  | Spagna (bandiera) | A     | Francisco Campos Salamanca |
| -  | Spagna (bandiera) | A     | Jorge                      |
| -  | Spagna (bandiera) | A     | Gabriel Taltavull          |
| -  | Spagna (bandiera) | A     | José Juncosa               |

## Risultati

### Primera División

#### Girone d'andata
| Arbitro: | Agustín Vilalta Bars |

|                                                        |           |               |
| Luján 17’, 49’ Gorostiza 55’, 79’ Mundo 69’ Amadeo 84’ | Marcatori | 44’ Taltavull |

| Madrid 30 settembre 1945 2ª giornata | Atlético Aviación  | 0 – 0 referto | Real Murcia | Metropolitano\| Arbitro: \| Manuel Ocaña Nieto \| |
| Arbitro:                             | Manuel Ocaña Nieto |               |             |                                                   |

| Arbitro: | José Mazagatos Vicario |

|                         |           |                     |
| Herrerita 23’, 33’, 55’ | Marcatori | 17’, 47’, 70’ Óscar |

| Arbitro: | Rafael Tamarit Falaguera |

|                  |           |  |
| Juncosa 64’, 85’ | Marcatori |  |

| Arbitro: | Manuel Ocaña Nieto |

|                             |           |                         |
| Macala 33’, 61’ Periche 81’ | Marcatori | 50’ Maciá 83’ Taltavull |

| Arbitro: | Manuel Asensi Martín |

|                                      |           |                            |
| Taltavull 34’ Juncosa 43’ Campos 73’ | Marcatori | 60’ (rig.) Roig 78’ Pahiño |

| Arbitro: | Ramón Azón Roma |

|                              |           |               |
| Soria 65’ Basilio 83’ (rig.) | Marcatori | 75’ Taltavull |

| Arbitro: | Celestino Rodríguez Mato |

|            |           |            |
| Campos 15’ | Marcatori | 25’ Ovidio |

| Arbitro: | Leandro Sabaté Solá |

|                                     |           |                           |
| Domingo 6’ Sánchez 10’ Dindurra 13’ | Marcatori | 80’ Taltavull 81’ Juncosa |

| Arbitro: | José Fombona Fernández |

|                                                                      |           |                          |
| Vázquez 30’ Campos 37’ Óscar 47’, 69’ Taltavull 55’ Juncosa 75’, 87’ | Marcatori | 12’ Agustí 26’, 43’ Blay |

| Arbitro: | Leandro Sabaté Solá |

|                         |           |             |
| Costa 3’ Quisco 7’, 11’ | Marcatori | 34’ Juncosa |

| Arbitro: | Eduardo Iturralde Gorostiaga |

|                      |           |            |
| Elices 22’ Vidal 60’ | Marcatori | 68’ Campos |

| Arbitro: | Agustín Vilalta Bars |

|               |           |  |
| Taltavull 54’ | Marcatori |  |

#### Girone di ritorno
| Madrid 6 gennaio 1946 14ª giornata | Atlético Aviación | 0 – 0 referto | Valencia | Metropolitano\| Arbitro: \| Juan Obiol Pons \| |
| Arbitro:                           | Juan Obiol Pons   |               |          |                                                |

| Murcia 13 gennaio 1946 15ª giornata | Real Murcia          | 0 – 0 referto | Atlético Aviación | La Condomina\| Arbitro: \| Agustín Vilalta Bars \| |
| Arbitro:                            | Agustín Vilalta Bars |               |                   |                                                    |

| Arbitro: | Manuel Ocaña Nieto |

|                             |           |                      |
| Taltavull 19’ Gabilondo 38’ | Marcatori | 27’ Goyín 85’ Emilín |

| Arbitro: | Rafael Tamarit Falaguera |

|                             |           |             |
| Cuenca 47’ (aut.) Bravo 60’ | Marcatori | 38’ Juncosa |

| Arbitro: | José María Gojenuri Eguiluz |

|                                                             |           |                         |
| Escudero 21’ Arencibia 41’, 85’ Jorge 49’ Cuenca 56’ (rig.) | Marcatori | 62’ Macala 76’ Herminio |

| Arbitro: | Eduardo Iturralde Gorostiaga |

|                                                          |           |              |
| Pahiño 46’, 87’ Muruaga 54’ Yayo 61’ Aretio 71’ Roig 89’ | Marcatori | 32’ Escudero |

| Arbitro: | Ramón Azón Roma |

|                               |           |  |
| Jorge 1’, 32’ Campos 28’, 72’ | Marcatori |  |

| Arbitro: | Leandro Sabaté Solá |

|                            |           |  |
| Campos 35’ Araújo 54’, 56’ | Marcatori |  |

| Arbitro: | José Mazagatos Vicario |

|                         |           |  |
| Arencibia 61’ Jorge 75’ | Marcatori |  |

| Arbitro: | Antonio Crespo Orradre |

|                                   |           |                                  |
| Calvo 40’, 68’, 89’ Hernández 65’ | Marcatori | 18’ Campos 47’ Jorge 62’ Juncosa |

| Arbitro: | Manuel Ocaña Nieto |

|                       |           |  |
| Juncosa 30’ Jorge 56’ | Marcatori |  |

| Arbitro: | José María Gojenuri Eguiluz |

|                          |           |           |
| Campos 2’ Jorge 28’, 85’ | Marcatori | 75’ Alsúa |

| Arbitro: | Simón Isasi Castresana |

|  |           |                      |
|  | Marcatori | 68’ Jorge 71’ Campos |

### Coppa di Spagna
| Arbitro: | José Mazagatos Vicario |

|                                    |           |                                       |
| Campos 20’ Vázquez 65’ Ontoria 80’ | Marcatori | 25’ Arencibia 37’ Escudero 67’ Campos |

| Arbitro: | Leandro Sabaté Solá |

|                                          |           |                        |
| Campos 5’, 32’ Arencibia 73’ Juncosa 85’ | Marcatori | 14’ Ontoria 43’ Campos |

| Arbitro: | Jesús Arribas Seijas |

|                          |           |                                |
| Pío 47’ Sánchez 70’, 70’ | Marcatori | 15’, 33’, 46’ Jorge 23’ Campos |

| Arbitro: | Fernando Aurre Larrea |

|                                                             |           |              |
| Jorge 3’, 63’, 73’ Campos 19’, 80’ Escudero 23’ Juncosa 40’ | Marcatori | 23’ Dindurra |

| Arbitro: | José María Gojenuri Eguiluz |

|                  |           |  |
| Félix 20’ (aut.) | Marcatori |  |

| Arbitro: | Leandro Sabaté Solá |

|                                                                     |           |                                      |
| Campos 25’ (rig.) Araújo 32’ Herrera 44’, 48’ Eguiluz 57’ López 88’ | Marcatori | 10’ Arencibia 61’ Juncosa 70’ Campos |

## Statistiche

### Statistiche di squadra
| Competizione           | Punti | Totale | Totale | Totale | Totale | Totale | Totale | DR |
| Competizione           | Punti | G      | V      | N      | P      | Gf     | Gs     | DR |
| ---------------------- | ----- | ------ | ------ | ------ | ------ | ------ | ------ | -- |
| Primera División       | 26    | 26     | 10     | 6      | 10     | 50     | 48     | +2 |
| Coppa del Generalísimo | -     | 6      | 4      | 1      | 1      | 22     | 15     | +7 |
| Totale                 | 26    | 32     | 14     | 7      | 11     | 72     | 63     | +9 |